# Фордвил (Северна Дакота)
Фордвил (енгл. Fordville) град је у америчкој савезној држави Северна Дакота.

## Демографија
По попису из 2010. године број становника је 212, што је 54 (-20,3%) становника мање него 2000. године.
| Група             | 2000.       | 2010.       |
| Белци             | 252 (94,7%) | 193 (91,0%) |
| Афроамериканци    | 2 (0,8%)    | 0 (0,0%)    |
| Азијати           | 0 (0,0%)    | 1 (0,5%)    |
| Хиспаноамериканци | 3 (1,1%)    | 16 (7,5%)   |
| Укупно            | 266         | 212         |